# Templo del Dolor
El Estadio Templo del Dolor, conocido simplemente como El Templo del Dolor, es un estadio de fútbol americano con capacidad para 4,500 personas ubicado en San Andrés Cholula, Puebla, dentro de las instalaciones de la Universidad de las Américas de Puebla. El estadio fue construido en 1990 y es la casa de los equipos representativos de fútbol y fútbol americano de los Aztecas de la UDLAP.
En 2010, El Templo del Dolor fue sede de la primera final de la liga premier de la CONADEIP entre los Borregos Salvajes ITESM Monterrey y los Aztecas de la UDLAP.